# Charles Demange
Pour les articles homonymes, voir Demange.
Charles Demange, né le 5 août 1884 à Nancy et mort le 21 août 1909 à Épinal, est un écrivain français.

## Biographie
Charles Demange est le fils d'Émile Demange (1846-1904) et d'Anne-Marie Barrès (1860-1951). C'est un jeune dandy intellectuel nihiliste, neveu de Maurice Barrès, qu'il admire. Barrès guide Charles dans ses ambitions littéraires et politiques et le met en contact avec d'autres écrivains.
En 1909, le jeune Charles Demange tombe amoureux de la poétesse Anna de Noailles, qu'il a connue par son oncle Maurice Barrès. Mais Anna a des soucis de santé et part à l'été avec son fils et son personnel pour se faire soigner à Strasbourg par le Docteur Pierre Bucher. À la demande d'Anna, Demange et elle se rencontrent brièvement à la gare de Nancy. Charles est persuadé qu'Anna a un amant et se suicide peu après, laissant ces mots :

« Je me tue.
Je vous ai follement aimée. Votre amitié était le mieux que je puisse rencontrer sur terre.
Merci — et merci à mon oncle qui m’a fait vous connaître. Je ne veux voir que le baiser, du wagon. »

L'entourage de Demange la rend responsable de son suicide. Elle est calomniée dans un article anonyme du Ruy Blas intitulé Les causes d’un suicide qui la dépeint comme « une coquette doublée d’une détraquée ».
Dans une lettre à Lucien Corpechot, elle se défend : « Je suis si malheureuse de l’indignité humaine ; je ne peux la supporter, l’ayant si peu, si peu vraiment méritée ».
Le suicide de Charles Demange touche ses amis écrivains, qui lui consacrent un ouvrage collectif intitulé Le souvenir de Charles Demange et publié en 1911 au Mercure de France.
Ils sont vingt trois à avoir collaboré à ce livre : Georges Ducrocq, Léon Bernardin, Émile Faguet, Paul Adam, René Spaeth, René d' Avril, Fernand Baldensperger, l'abbé Lucien Chatelard, Fourier de Saint Victor, Jules Claretie, Gabriel Dauchot, Louis Dumont-Wilden, Désiré Ferry, André Du Fresnois, René Gillouin, Émile Henriot, Ernest La Jeunesse, Henri Massé, Paul Odinot, René Perrout, Giuseppe Primoli, Ernest Psichari, Jules-Marie Raulin.
Des fragments de textes de Charles Demange sont publiés à titre posthume dans L'Indépendance (1911-1913),.
Partant de cette histoire, François Mauriac écrira le roman La Chair et le Sang, publié en 1920.
Voir également, d'André Billy, Le Pont des Saint-Pères (Fayard, 1947), aux pages 137-138.

## Œuvre
Charles Demange a publié un roman pendant sa vie et il a laissé un roman et quelques récits de voyages, publiés de manière posthume.
- 1909 : Le Livre de désir : histoire cruelle [lire en ligne] Prix des Annales 1909 (à titre posthume).
- 1910 : Notes d'un voyage en Grèce [lire en ligne]
- 1913 : Lettres d'Italie.
- 1931 : Hélène (avec une préface de Jérôme et Jean Tharaud).